# Sören Brandy
Sören Brandy (* 6. Mai 1985 in Verl) ist ein ehemaliger deutscher Profi-Fußballer, der als Amateur aktiv ist. Er spielt beim Bezirksligisten VfB Schloß Holte.

## Karriere
Sören Brandy wuchs im ostwestfälischen Schloß Holte-Stukenbrock auf und begann seine Karriere beim VfB Schloß Holte. Von dort wechselte er zum FC Gütersloh 2000, für den er bis 2006 spielte. In der Saison 2005/06 spielte er 30-mal in der Oberliga Westfalen für die Gütersloher, wobei er achtmal ins gegnerische und einmal ins eigene Tor traf. Zur Saison 2006/07 wechselte er dann nach Norddeutschland zu Holstein Kiel, wo er zwölf Spiele in der Regionalliga Nord (ein Tor) und ein Spiel in der Oberliga Nord (ein Tor) absolvierte. Zur Saison 2007/08 wechselte er dann wieder zurück nach Nordrhein-Westfalen zu Rot-Weiss Essen, wo er 33 Spiele in der Regionalliga Nord (drei Tore) absolvierte. Für Essen bestritt er auch drei Spiele im DFB-Pokal: gegen Energie Cottbus (8:7 n. E.), 1. FC Kaiserslautern (2:1) und den Hamburger SV (0:3). Im Spiel gegen Kaiserslautern erzielte Brandy das Tor zum 1:0. Zur Saison 2008/09 wechselte er dann zum Drittligisten SC Paderborn 07 und stieg in die zweite Bundesliga auf. Für die Paderborner bestritt er zudem vier weitere DFB-Pokal-Einsätze. Am 1. Juli 2012 wechselte Sören Brandy zum Ligakonkurrenten MSV Duisburg. Für die Duisburger bestritt er 32 Spiele in der 2. Fußball-Bundesliga und erzielte dabei 6 Tore.
Nach dem Zwangsabstieg des MSV Duisburg wechselte Sören Brandy zur Saison 2013/14 zum 1. FC Union Berlin. Dort unterschrieb er einen Vertrag bis Ende Juni 2015.
Am 20. November 2014 wurde dieser Vertrag vorzeitig um zwei Jahre verlängert. Zur Rückrunde der Saison 2016/17 der zweiten Liga wechselte Sören Brandy zu Arminia Bielefeld. Nach Vertragsende 2019 verließ Brandy den DSC und beendete seine Profikarriere. Im Januar 2021 schloss er sich seinem Jugendverein VfB Schloß Holte in der Bezirksliga an.

## Privat
Brandy ist mit Miriam verheiratet, am 13. Februar 2013 kam ihre gemeinsame Tochter Milla zur Welt. Er studiert Grundschullehramt in Bielefeld.